# Chisi Island
Chisi Island ist eine Insel im Chilwa-See in Malawi. Die Insel befindet sich nahe dem Westufer des Sees und ist die Fortsetzung einer kleinen Hügelkette. Im Osten grenzt Chisi an das offene Wasser des Chilwa-Sees, der Westen ist von flachem Marschland umgeben. Durch den wechselnden Wasserstand des Sees und die geringe Tiefe der umgebenden Gewässer ändert sich auch die Größe der Insel (durchschnittlich 12–21 km²). Bei besonders niedrigem Wasserstand ist Chisi Island zu Fuß vom Festland aus erreichbar.
Auf der Insel leben etwa 1500 Menschen (1591 bei der Zählung 1998), ein Teil der Bewohner lebt aber nicht permanent auf Chisi. Etwa ein Drittel der Bevölkerung arbeitet in der Landwirtschaft, zwei Drittel in anderen Bereichen, vorwiegend als Fischer. Der Großteil der Menschen gehört zur Volksgruppe der Nyanja, die Analphabeten-Rate ist mit 13 % gering. Auf Chisi haben sich verschiedene traditionelle Regeln zur nachhaltigen Nutzung der natürlichen Ressourcen entwickelt, die sich durch die relative Abgeschiedenheit der Region bis heute erhalten haben. Eine Studie von 2007 sammelte dieses lokale Wissen.